# Lebak Bulus
Lebak Bulus is een plaats (wijk) - (kelurahan) in het bestuurlijke gebied Cilandak, Jakarta Selatan (Zuid-Jakarta) in de provincie Jakarta, Indonesië. De plaats telt 38.284 inwoners (volkstelling 2010).

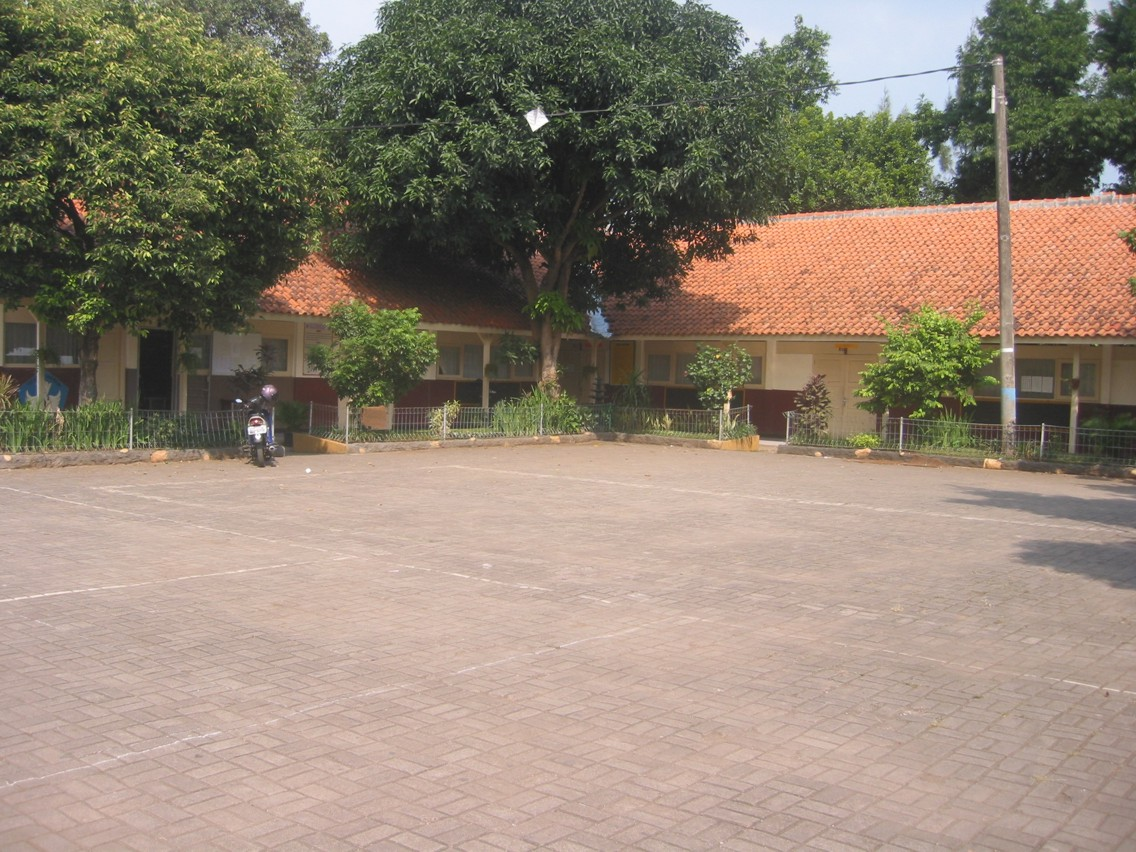
Lagere school in Lebak Bulus